# شفيقا إيفاسوفا
شفيقا ألخاس قيزي إيفاسوفا (بالأذرية: Şəfiqə Eyvazova) - هي عازفة كمنجة أذربيجانية، فنانة الشعب لجمهورية أذربيجان (2000).

## حياتها ونشاتها
ولد شفيقا إيفاسوفا في 9 مارس عام 1947 في مدينة باكو. تخرجت من أكاديمية باكو للموسيقى في 1971.
كانت عازفة منفردة في الفرقة الموسيقية بقيادة أحسن داداشوف (حاليا إسمه أحسن داداشوف) وأوركسترا ألالات الموسيقى ة الشعبية التابعة لشركة أذربيجان للتلفزيون والراديو بين 1963-1976.
منذ 1965 نعزف في حفلات موسيقية. وشملت ذخيرتها  مقامات «راست» و «جهاركاه» و «رحاب» و «شور» و «شوشتار» وغيرها وأعمال الملحنين الأذربيجانيين والأجانب.
شاركت شفيقا إيفاسوفا في مهرجان الموسيقى للشعوب  السوفيتي (بيشكك في 1978 وبموسكو في 1979)، في الندوة الدولية للعلماء الموسيقى ( بسمرقند في 1987).
كما شاركت في مهرجان «فولكلور الموسيقى للشعوب الشرقية» مع عاليم قاسموف وراميز قولييف في الولايات المتحدة على الطريق اليونسكو في 1988.
من 1974 كانت يدرس في أكاديمية باكو للموسيقى.
قامت شفيقا إيفاسوفا بجولة في العديد من الدول الأجنبية (الولايات المتحدة، سويسرا، ألمانيا، فرنسا، بولندا، بلجيكا، إيطاليا، أفغانستان، إلخ).

## وصلات خارجية
https://www.youtube.com/watch?v=u2734e-I0-U